# Herz-Jesu-Kirche (Lengenrieden)

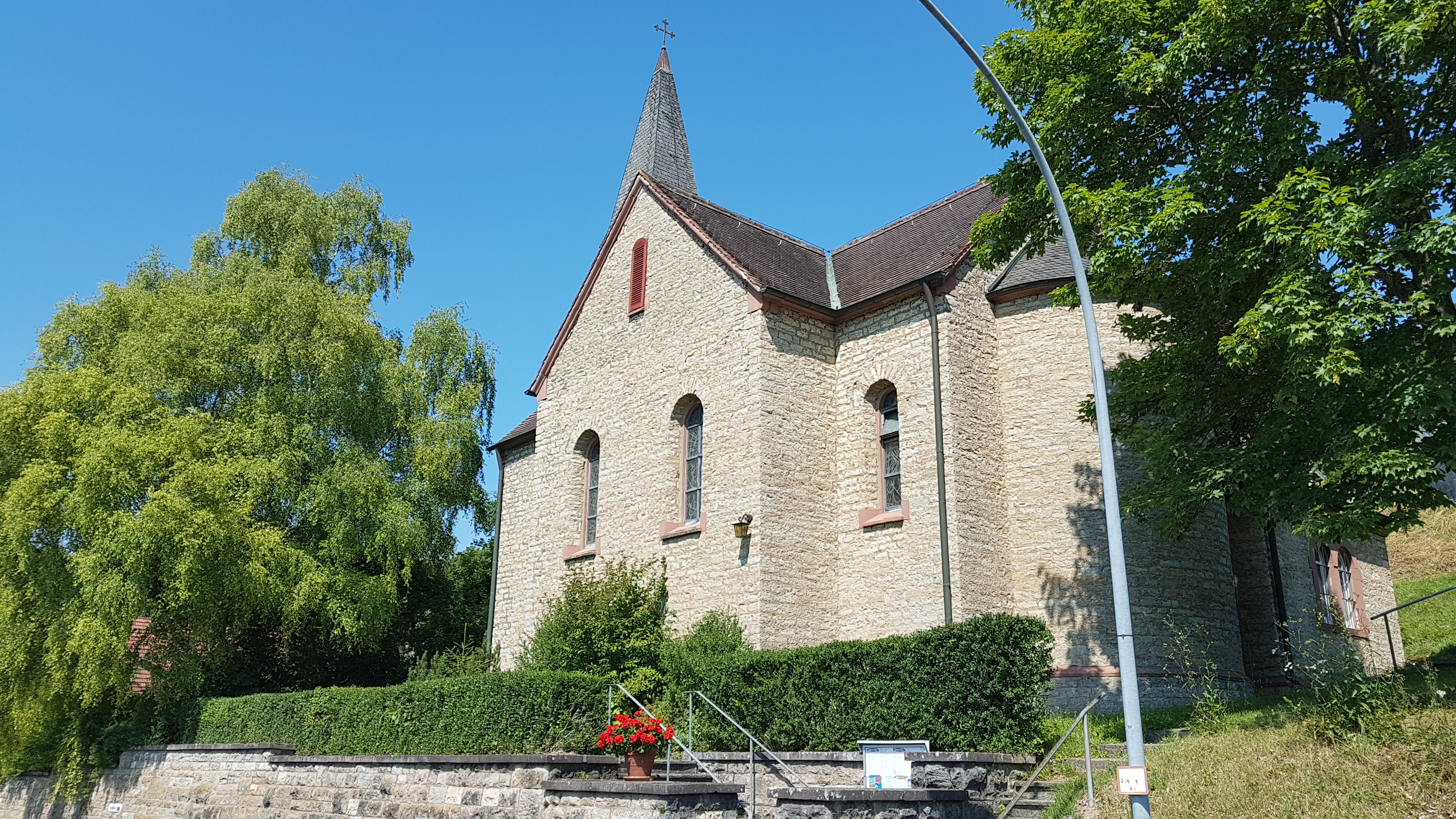
Herz-Jesu-Kirche in Lengenrieden, 2017

Die römisch-katholische Filialkirche Herz Jesu in Lengenrieden, einem Stadtteil von Boxberg im Main-Tauber-Kreis, wurde am Ende des 19. Jahrhunderts errichtet und ist dem heiligsten Herz Jesu geweiht.

## Geschichte
Die Kirche wurde im Jahre 1881 errichtet. Die Lengenriedener Herz-Jesu-Kirche ist eine Filialgemeinde der katholischen Kirchengemeinde Kupprichhausen und gehört zur Seelsorgeeinheit Boxberg-Ahorn, die dem Dekanat Tauberbischofsheim des Erzbistums Freiburg zugeordnet ist.

## Kirchenbau und Ausstattung
Es handelt sich um einen schlichten Massivbau mit Querschiff und Dachreiter. Die Kirche verfügt über ein zweistimmiges Geläut der Glockengießerei Friedrich Wilhelm Schilling aus den Jahren 1951 und 1952.